# Guededfa
Die Guededfa (arabisch القذاذفة al-Qadhadhifa, DMG al-Qaḏāḏifa, auch: al-Gaddadfa, Gaddafa oder Kadhafa) sind ein libyscher Stamm von ursprünglich nomadisch lebenden Arabern oder arabisierten Berbern. Es ist mit rund 170.000 Angehörigen einer der kleineren Stämme in Libyen. Ursprünglich aus Marokko in die Sirte-Region eingewandert, ist das Hauptsiedlungsgebiet heute die Wüste des Fessan und da vor allem die Umgebung von Sabha.

## Einfluss
Bekannt sind die Guededfa vor allem dadurch, dass der frühere libysche Führer Muammar al-Gaddafi ein Mitglied des Stammes war, sowie durch die Rolle, die Mitglieder des Stammes beim Sturz des Vorgängers Gaddafis König Idris 1969 spielten. Doch auch Wanis al-Qaddhafi, der letzte königliche Premierminister, der durch den Putsch ebenfalls gestürzt wurde, entstammte den Guededfa.
Die Guededfa bildeten die eigentliche Hausmacht Gaddafis in Libyen, die vor Ort in Sabha ausgeübt wurde durch Massoud Abdelhafid, den Gouverneur der Region, ehemaligen Kommandeur der libyschen Expeditionsstreitkräfte im Tschad und Cousin Gaddafis.
Die Guededfa wurden von Gaddafi privilegiert, besetzten zahlreiche Führungspositionen in Libyen und profitieren erheblich vom Saharahandel, insbesondere mit Niger. Bei diesem Handel dienen die im Grenzgebiet von Libyen, Niger und Tschad lebenden Tubu als Mittler.
Dabei werden aus Libyen subventionierte Lebensmittel exportiert und weibliche Dromedare, amerikanische Zigaretten aus Cotonou in Benin sowie illegale Einwanderer importiert. Die dadurch entstehenden Einkünfte sind erheblich: Jeder mit Zigaretten beladene Lkw (etwa ein Dutzend pro Woche) bringt etwa 165.000 € Gewinn und jeder illegale Immigrant (etwa 5000 pro Monat) zahlt 110 € für die Reise bis Tripolis.
Es war die Politik Gaddafis, Ausstattung und Bezahlung der regulären Armee stark zu reduzieren und dafür Ressourcen in die von ihm direkt kontrollierten „Revolutionsgarden“ zu investieren. Zu diesen gehörten die Libysche Revolutionsgarde, deren Angehörige ausschließlich Guededfa waren.

## Bürgerkrieg in Libyen
Am 27. April 2011 wurde in Paris von Bernard-Henri Lévy eine Erklärung veröffentlicht, in der sich Anführer oder Repräsentanten von 61 Stämmen, darunter auch der Guededfa-Stamm, für ein geeintes, demokratisches Libyen ohne al-Gaddafi einsetzen. Lévy bemerkte, dass es zwar in einigen Gruppen Konflikte zu dem Thema gebe, die grundsätzliche Haltung aber korrekt sei.